# Cenzura

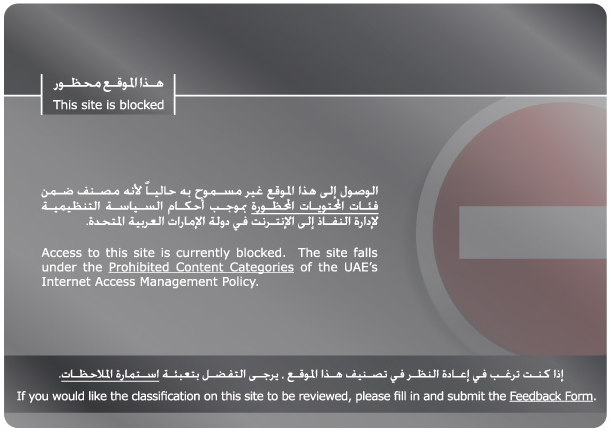
Komunikat o blokadzie komunikatora Skype wyświetlany na terytorium ZEA

Góra lodowa cenzury wg Tomasza Strzyżewskiego. Cenzura instytucjonalna (np. GUKPPiW) powoduje automatyczne powstanie cenzury redakcyjnej i autocenzury.

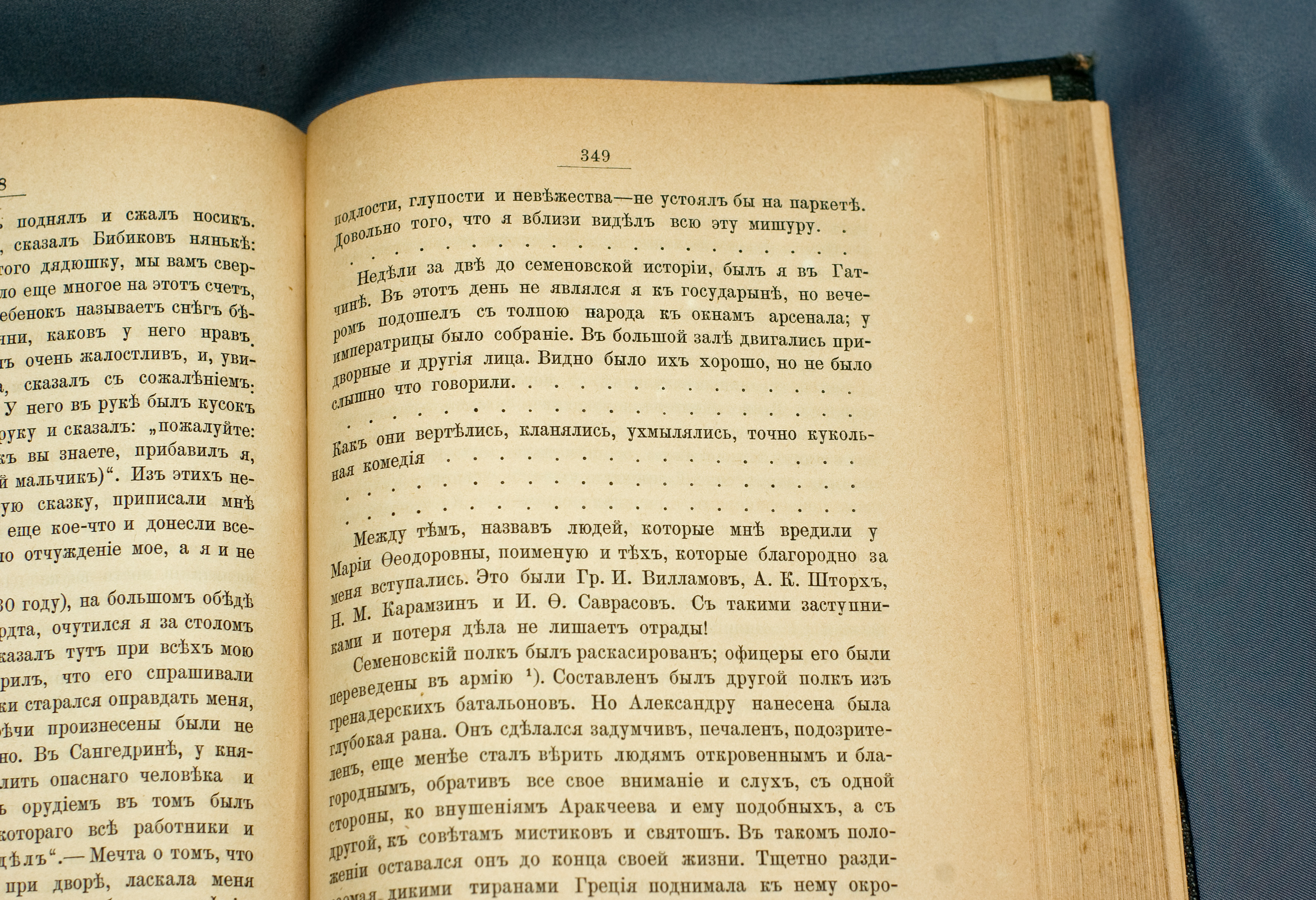
Cenzura w rosyjskiej książce z 1886 roku – ocenzurowane fragmenty zastąpiono kropkami

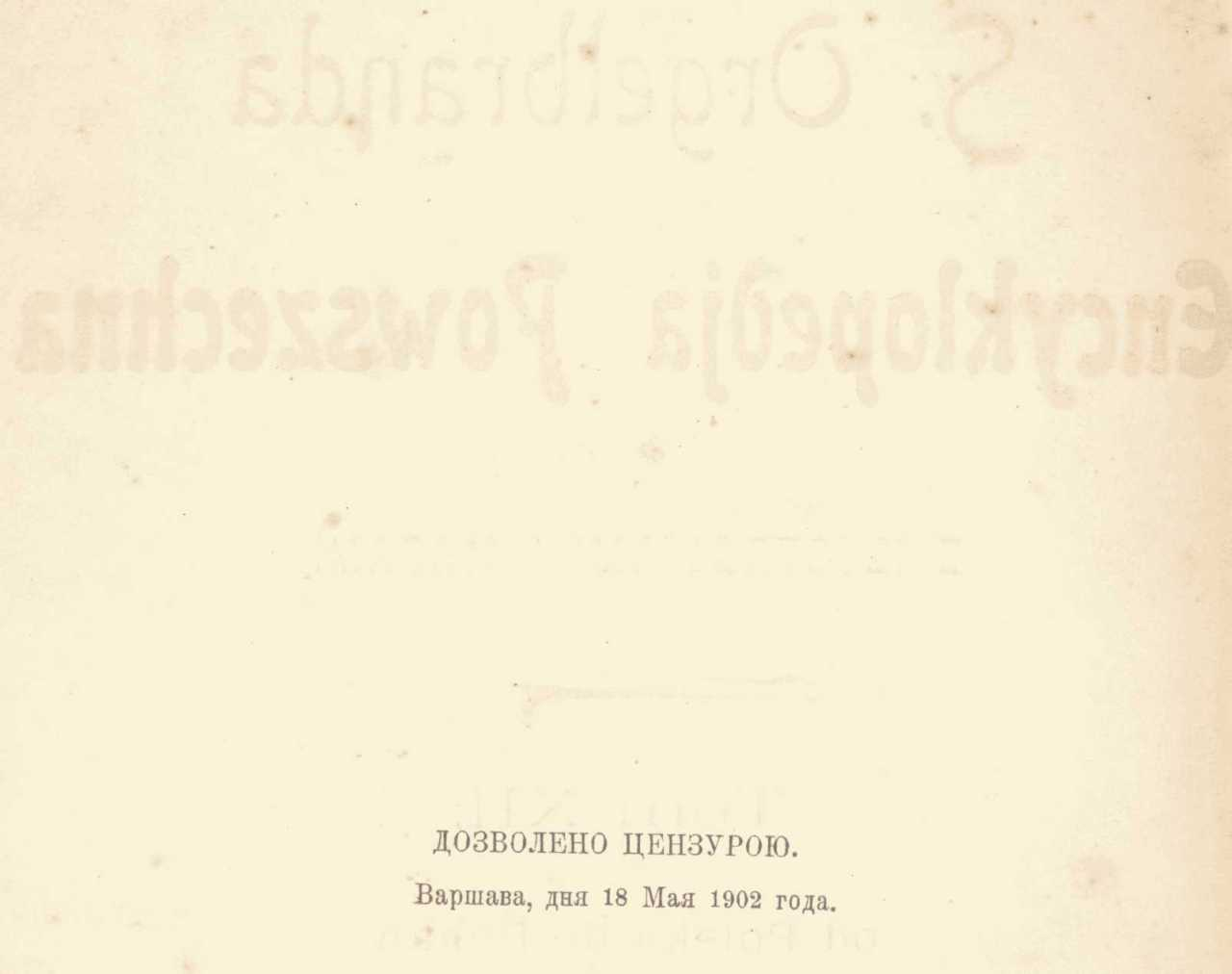
Дозволено цензурою. Варшава, дня 18 Мая 1902 года
(Zezwolenie cenzury, Warszawa, 18 maja 1902 roku)
na odwrocie karty tytułowej Encyklopedii Orgelbranda.

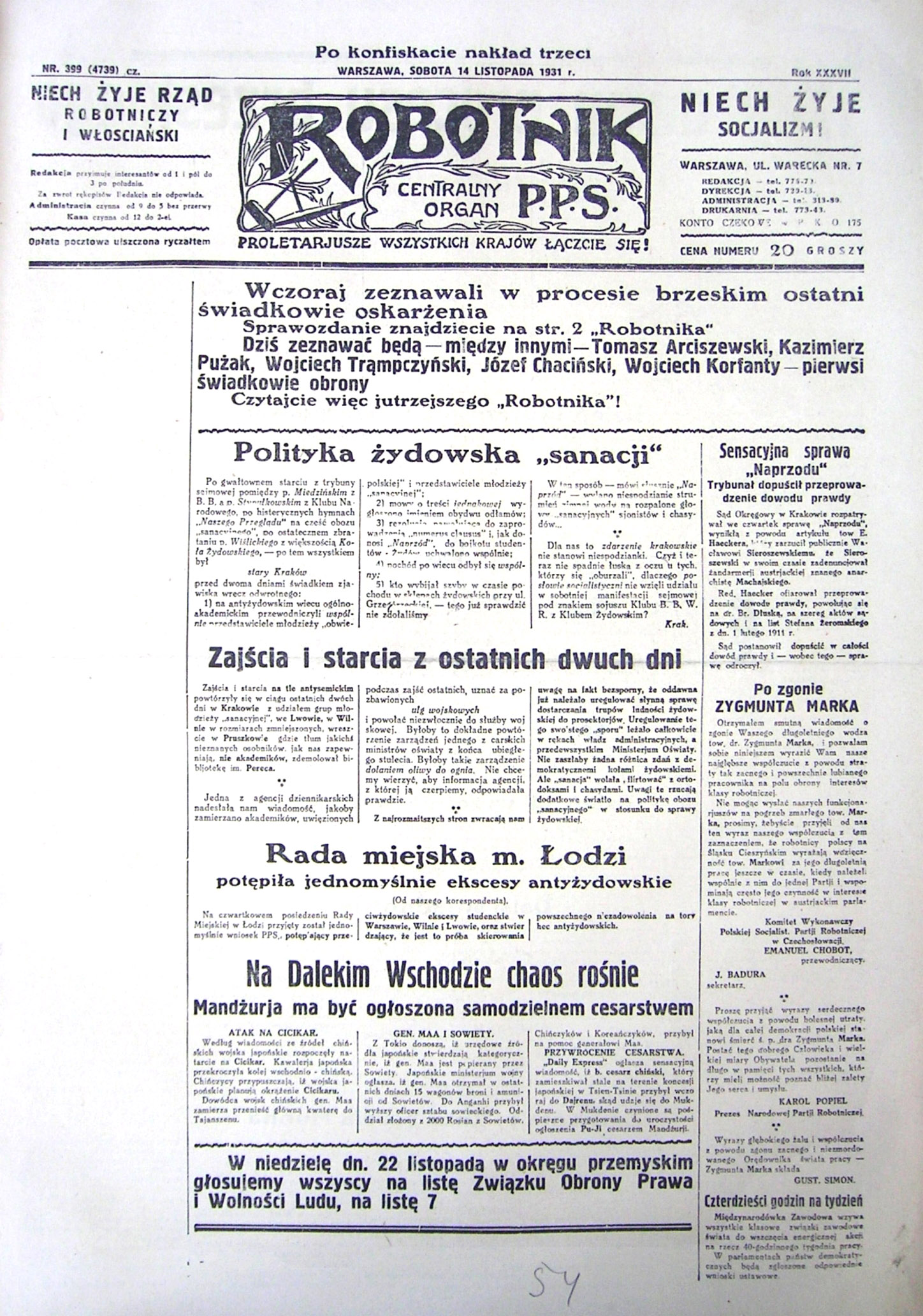
Strona tytułowa dziennika „Robotnik” z 1931 r. z wyciętym artykułem wstępnym

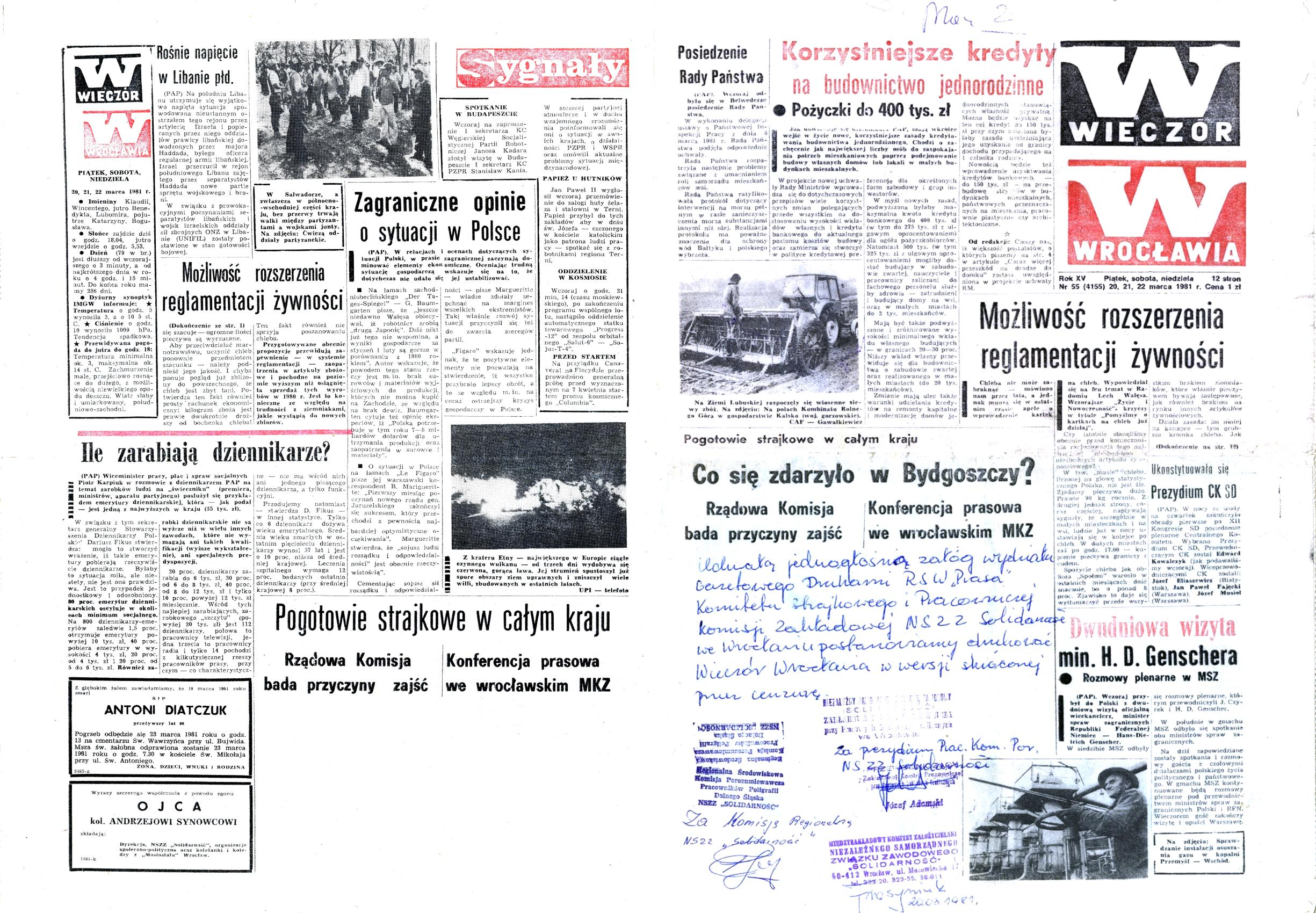
Egzemplarz dziennika „Wieczór Wrocławia” z 20-22 marca 1981 r.

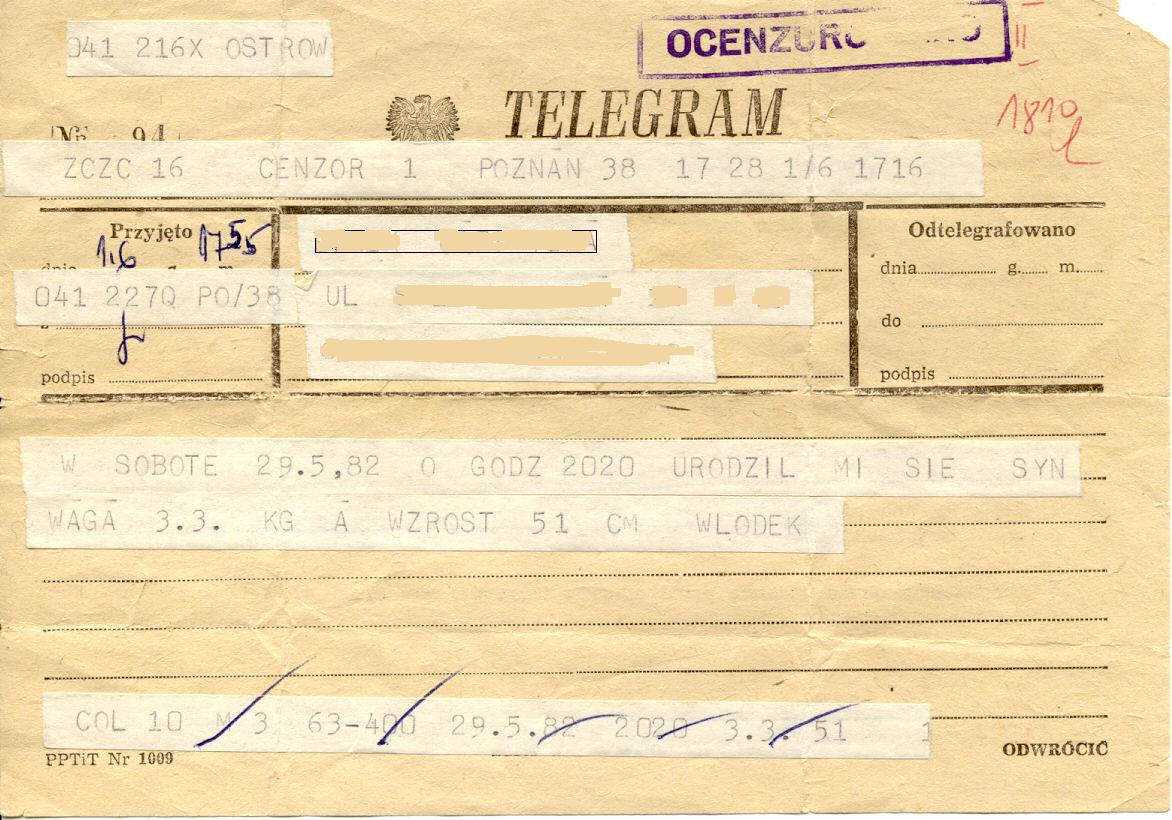
Telegram z okresu stanu wojennego (1982 r.) z pieczątką „Ocenzurowano”.

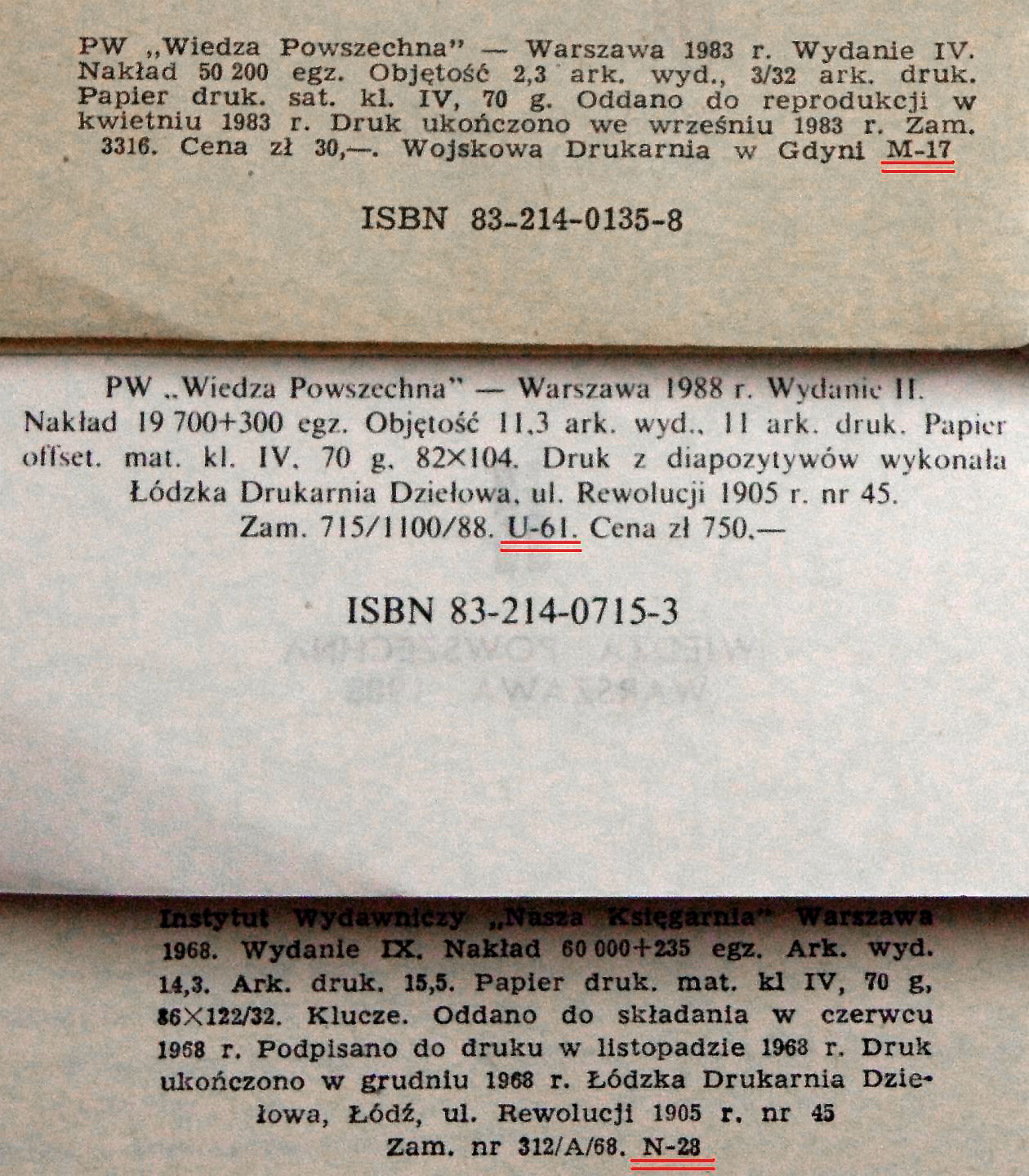
Stopki redakcyjne trzech książek opublikowanych w okresie PRL. Podkreślone sygnatury cenzorów z Głównego Urzędu Kontroli Prasy, Publikacji i Widowisk.

Cenzura (łac. censere ’osądzać’) – kontrola publicznego przekazywania informacji, ograniczająca wolność publicznego wyrażania myśli i przekonań. Polega na weryfikacji audycji radiowych, telewizyjnych, widowisk, Internetu itp. przez organy państwowe z punktu widzenia ich zgodności z prawem, polityką państwową, obronnością. Znana też jest definicja cenzury jako świadomego wprowadzania w błąd poprzez selektywny dobór zazwyczaj masowo rozpowszechnianych informacji.
Jedna z pierwszych wzmianek o potrzebie cenzury mitów i poezji przeciw demoralizacji dzieci pochodzi z ok. 360 roku p.n.e., a znajduje się w Państwie Platona.

## Definicja cenzury
Cenzura jest ogółem działalności mającym na celu odniesienie jakichś korzyści przez cenzurującego. Rozpowszechnianie informacji niepełnych (prawda selektywna) oraz błędnych (kłamstwo) powoduje pożądaną manipulację światopoglądu lub poziomu świadomości. Prowadzi to do ograniczenia prawa do wypowiedzi jednej osoby bądź instytucji przez inną, również przez państwo podstawowych praw człowieka – prawa do wolności słowa i wolności prasy.
Cenzura instytucjonalna jest zazwyczaj jedynym namacalnym elementem działalności cenzury. Powoduje ona jednak powstanie innych poziomów działalności składających się na efekt ogólny. W najprostszym przykładzie według schematu Tomasza Strzyżewskiego mogą to być następujące dodatkowe poziomy:
| Rodzaj cenzury           | Opis działalności |
| ------------------------ | --- |
| Cenzura instytucjonalna  | Istnieje instytucja prawnie odpowiedzialna za wprowadzanie z góry określonych działań cenzorskich. Instytucja taka jest dowodem i skutkiem, a nie przyczyną cenzury – przyczyną jest potrzeba kontrolowania środków masowego przekazu. |
| Cenzura odredakcyjna     | Redakcja danej publikacji (np. gazety) zdaje sobie sprawę, że kontrowersyjne materiały nie zostaną dopuszczone do publikacji przez cenzurę instytucjonalną. Redaktor nakłada wówczas wymóg na swoich dziennikarzy, aby nie pisać na takie tematy, ponieważ i tak nie zostaną one wydrukowane. Działalność taka jest bezpośrednim efektem istnienia cenzury instytucjonalnej, pomimo braku bezpośredniej ingerencji w już przygotowane materiały. |
| Autocenzura              | Dziennikarz zdaje sobie sprawę, że materiały na tematy kontrowersyjne najprawdopodobniej nie zostaną wydrukowane. Dlatego też wybiera inne „bezpieczniejsze” tematy. Pomimo braku bezpośredniej ingerencji redakcji lub instytucji zachowanie takie wynika wprost z istnienia instytucji cenzurującej. |
| Selekcja własna odbiorcy | W wyniku ciągłego fałszowania lub prezentacji wyselekcjonowanych informacji odbiorca może dojść do wniosku, że pewne tematy są albo mało interesujące, albo też nie wnoszą nic nowego do już istniejącego poziomu wiedzy. Zachowanie takie może być zatem również wynikiem istnienia i ogólnej działalności cenzury instytucjonalnej, pomimo braku bezpośrednich interwencji w sposobie odbioru informacji.                                      |

## Rodzaje cenzury
Z punktu widzenia sposobów działalności cenzorskiej można wyróżnić następujące rodzaje cenzury:
- instytucjonalna – w danym kraju istnieje specjalna instytucja, która zajmuje się kontrolą i dopuszczaniem (lub nie) do przekazu wszelkich publikacji, filmów itp. Zazwyczaj cenzura instytucjonalna działa w sposób prewencyjny.
- prewencyjna – polegająca na kontrolowaniu wszelkich przekazów zanim zostaną one opublikowane i zakazie publikowania czegokolwiek bez zgody odpowiedniej instytucji cenzurującej.
- prawna – w danym kraju istnieje prawo zakazujące publikowania określonych treści pod groźbą rozmaitych kar, które są egzekwowane na normalnej drodze prawnej, czyli przez zwykłe organy ścigania i sądy.
- represyjna – polegająca na ściganiu, karaniu i ew. wycofywaniu z obiegu materiałów objętych cenzurą, jednak bez cenzurowania ich przed publikacją.
- wewnętrzna (odredakcyjna) – odbywająca się nie na mocy prawa, lecz wewnątrz wydawnictw czy stacji telewizyjnych i polegająca na kontrolowaniu publikacji przez właścicieli mediów.
- polityczna – polega na ograniczaniu wolności słowa w kwestiach politycznych, szczególnie krytyki władz.
- religijna – polega na wprowadzeniu ograniczeń w kwestii publikacji krytykujących pewną religię – zarówno jej dogmaty, jak i bardziej przyziemne sprawy typu postępowanie kleru czy sprawy finansowe, lub też w kwestii rozpowszechniania treści sprzecznych z określoną religią.

### Cenzura korespondencji
Cenzurą korespondencji (albo cenzurą pocztową) nazywa się kontrolowanie treści korespondencji prywatnej, stosowane w niektórych sytuacjach (np. korespondencja listów osób osadzonych w aresztach i więzieniach, cenzura poczty polowej żołnierzy podczas wojny w ramach tzw. cenzury wojennej); szczególnym przypadkiem tego rodzaju było cenzurowanie wszelkiej korespondencji (listów, kart pocztowych i telegramów) obywateli PRL, które stosowano jawnie od chwili wprowadzenia stanu wojennego w Polsce w 1981. Cenzura tego rodzaju polega na usuwaniu z tekstu korespondencji fragmentów, które zdaniem cenzurującego mogłyby ujawnić informacje zagrażające bezpieczeństwu. Jakkolwiek w przypadku cenzurowania korespondencji żołnierzy podczas wojny stosowanie tej zasady można uznać za racjonalne, to powszechne stosowanie cenzury korespondencji wszystkich obywateli, jak to miało miejsce w Polsce w latach 1981–1983, miało bardziej na celu utrzymywanie ich w strachu przed wszechobecnością państwa; temu samemu celowi podporządkowane było jawne podsłuchiwanie w tym czasie rozmów telefonicznych (w pierwszej fazie stanu wojennego wszystkie telefony w Polsce zostały wyłączone, a po kilku tygodniach, po ich włączeniu wszystkie rozmowy były podsłuchiwane, przy czym w niektórych miastach przypominał o tym odtwarzany podczas rozmowy komunikat „rozmowa kontrolowana”).
Współcześnie w Polsce stosowana jest cenzura korespondencji aresztowanych i osadzonych, przy czym zdarza się czasem jej nadużywanie w stosunku do korespondencji z ich obrońcami; takie przypadki są sprzeczne z prawem.

## Powstanie nowożytnej cenzury
Wkrótce po usprawnieniu prasy drukarskiej Gutenberga władcy wprowadzili obowiązek posiadania zezwoleń na druk celem ograniczenia wpływu słowa drukowanego (Bartholomé de Las Casas).

## Demokracja a cenzura
W krajach demokratycznych najczęściej nie ma cenzury prewencyjnej i instytucjonalnej. W większości z nich jednak występują różne formy cenzury represyjnej, głównie jako pozostałości po czasach niedemokratycznych. Są one jednak rzadko stosowane w praktyce.
W niektórych państwach, takich jak np. Stany Zjednoczone, cenzura jest całkowicie zabroniona przez pierwszą poprawkę do Konstytucji. W Polsce cenzura prewencyjna jest sprzeczna z Konstytucją. W praktyce Europejski Trybunał Praw Człowieka wielokrotnie wskazywał na cenzurotwórczą rolę art. 212 w polskim kodeksie karnym, o którego usunięcie od lat apelują organizacje pozarządowe.

## Cenzurowanie sztuki
W malarstwie oraz rzeźbie cenzura najczęściej miała podłoże obyczajowe i polegała na zamalowywaniu (zasłanianiu) nagości. Z polecenia papieża Pawła IV zamalowano intymne fragmenty postaci z Sądu Ostatecznego Michała Anioła w Kaplicy Sykstyńskiej.
W filmie wycinano sceny, które mogły budzić protesty obyczajowe, najczęściej o charakterze erotycznym. Zdarzała się również cenzura z przyczyn politycznych, głównie w państwach komunistycznych. Z przyczyn obyczajowych w okrojonej wersji upowszechniano Powiększenie Antonioniego. Ze względu na wątek postaci LGBT w filmie Naprzód dystrybutorzy usunęli aluzje do orientacji seksualnej postaci w Polsce i Rosji, a w niektórych krajach film został całkowicie zakazany. Ze względu na obecność scen gejowskich w filmie Bohemian Rhapsody, władze cenzorskie Malezji nakazały wycięcie ich.
W muzyce przedmiotem cenzury były głównie libretta operowe, ewentualnie tytuły. 1 marca 1794 w Warszawie wystawiono Cud mniemany, czyli Krakowiaków i Górali z muzyką Jana Stefaniego do libretta Wojciecha Bogusławskiego. Czytelna aluzja do politycznego rozłamu w polskim społeczeństwie i Targowicy oraz jednoznaczne wezwanie do zachowania jedności narodowej, jakie stanowiło główny wątek spektaklu, spowodowały, że carska cenzura zdjęła spektakl z repertuaru po trzech przedstawieniach. Po premierze Wolnego strzelca Carla Marii von Webera w czerwcu 1821 w Berlinie w listopadzie operę tę wystawiono w Wiedniu, lecz bez strzelania (na austriackich scenach zakazanego od 1807) i bez „niechrześcijańskiej”, acz kluczowej dla akcji postaci złego ducha Samiela. Wielokrotnie w konflikty z cenzurą wchodził Giuseppe Verdi. Rigoletto, oparte na dramacie Victora Hugo Król się bawi, w bardzo niekorzystnym świetle przedstawiało dwór królewski, więc uznano je za niebezpieczne politycznie i moralnie. Premierę uratowała pomoc dyrektora weneckiej policji, który był takim miłośnikiem muzyki Verdiego, że doradzał kompozytorowi co i jak zmienić, żeby uzyskać zgodę cenzury. Z podobnymi problemami, i w konsekwencji z koniecznością daleko posuniętych zmian, spotkał się Verdi podczas pracy nad Balem maskowym. Operę komiczną Cyberiada z muzyką Krzysztofa Meyera do libretta według opowiadań Stanisława Lema w 1971 roku zaczęła realizować Telewizja Polska. Po zrealizowaniu pierwszego aktu cenzura dostrzegła aluzje polityczne zawarte w treści i spowodowała zawieszenie dalszej produkcji.
Cenzuruje się też komiksy: w latach 1950. w Stanach Zjednoczonych utworzono w tym celu specjalny Kodeks Komiksowy.

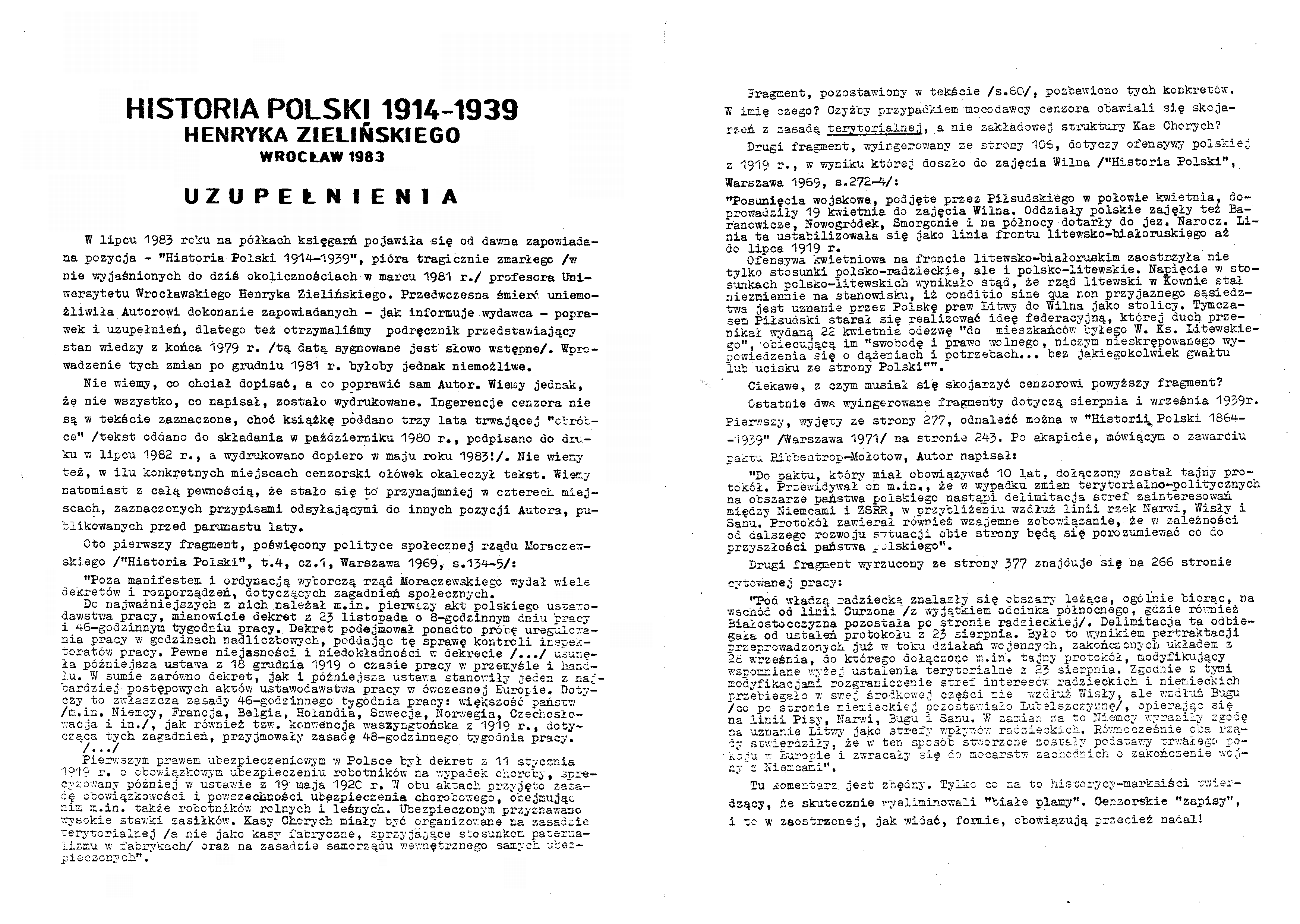
Wydane w „drugim obiegu” uzupełnienie do wydanej legalnie Historii Polski, zawierające niektóre wycięte przez cenzurę fragmenty książki.